# Комитет Совета Федерации по обороне и безопасности

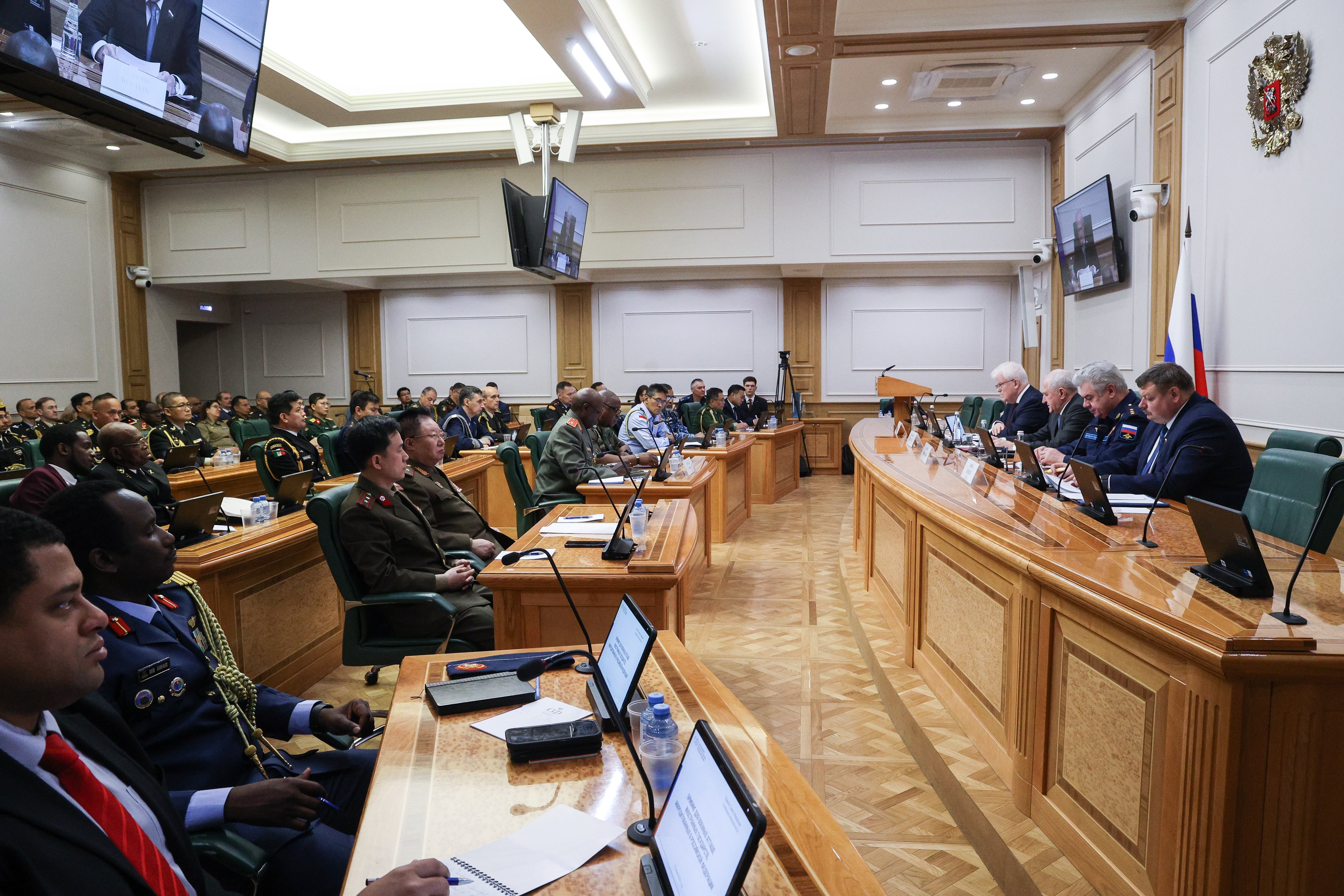
Брифинг Комитета по обороне и безопасности для военных атташе иностранных государств, 18 апреля 2024 года

Комитет Совета Федерации по обороне и безопасности сформирован 11 января 1994 года.
Председатель Комитета — Булавин Владимир Иванович. В состав Комитета входят 20 сенаторов ― членов Совета Федерации Федерального собрания Российской Федерации.
В 1994—2002 гг. Комитет носил название по вопросам безопасности и обороны.

## Состав Комитета
| №  | Сенатор Российской Федерации | ФИО сенатора | Должность в Комитете                                                                       | Регион, делегировавший сенатора                                         |
| -- | ---------------------------- | --- | ------------------------------------------------------------------------------------------ | ----------------------------------------------------------------------- |
| 1  |                              | Булавин Владимир Иванович (избран 11 октября 2023 года, Постановление Совета Федерации № 578-СФ)                            | Председатель Комитета                                                                      | Сенатор РФ от исполнительной власти Ивановской области                  |
| 2  |                              | Бондарев Виктор Николаевич (избран 11 октября 2023 года, Постановление Совета Федерации № 580-СФ)                           | Первый заместитель председателя Комитета (в 2017 ― 2023 гг. председатель данного Комитета) | Сенатор РФ от исполнительной власти Кировской области                   |
| 3  |                              | Мартынов Сергей Александрович(избран 9 октября 2024 года, Постановление Совета Федерации №442-СФ)                           | Первый заместитель председателя Комитета                                                   | Сенатор РФ от Государственного Собрания Республики Марий Эл             |
| 4  |                              | Чижов Владимир Алексеевич                                                                                                   | Первый заместитель председателя Комитета                                                   | Сенатор РФ от исполнительной власти Республики Карелия                  |
| 5  |                              | Валяев Юрий Константинович                                                                                                  | Заместитель председателя Комитета                                                          | Сенатор РФ от исполнительной власти Еврейской автономной области        |
| 6  |                              | Муратов Сергей Николаевич                                                                                                   | Заместитель председателя Комитета                                                          | Сенатор РФ от Курганская областной думы                                 |
| 7  |                              | Аргамаков Амыр Сергеевич (введён в Комитет Постановлением Совета Федерации от 9 октября 2024 года, № 397-СФ)                | Член Комитета                                                                              | Сенатор РФ от исполнительной власти Республики Алтай                    |
| 8  |                              | Басюк Константин Владимирович (введён в Комитет Постановлением Совета Федерации от 25 сентября 2023 года, № 552-СФ)         | Член Комитета                                                                              | Сенатор РФ от исполнительной власти Херсонской области                  |
| 9  |                              | Борисов Юрий Иванович (введён в Комитет Постановлением Совета Федерации от 21 мая 2025 года, № 148-СФ)                      | Член Комитета                                                                              | Сенатор РФ от исполнительной власти Архангельской области               |
| 10 |                              | Деркач Андрей Леонидович | Член Комитета                                                                              | Сенатор РФ от исполнительной власти Астраханской области                |
| 11 |                              | Казаноков Крым Олиевич | Член Комитета                                                                              | Сенатор РФ от исполнительной власти Карачаево-Черкесской Республики     |
| 12 |                              | Кондратюк Николай Фёдорович                                                                                                 | Член Комитета                                                                              | Сенатор РФ от исполнительной власти Пензенской области                  |
| 13 |                              | Мамсуров Таймураз Дзамбекович                                                                                               | Член Комитета                                                                              | Сенатор РФ от исполнительной власти Республики Северная Осетия ― Алания |
| 14 |                              | Наумец Алексей Васильевич (введён в Комитет частью второй Постановления Совета Федерации от 11 октября 2023 года, № 576-СФ) | Член Комитета                                                                              | Сенатор РФ от исполнительной власти Псковской области                   |
| 15 |                              | Нимченко Юрий Петрович | Член Комитета                                                                              | Сенатор РФ от исполнительной власти Республики Крым                     |
| 16 |                              | Перминов Дмитрий Сергеевич                                                                                                  | Член Комитета                                                                              | Сенатор РФ от Законодательного собрания Омской области                  |
| 17 |                              | Рогозин Дмитрий Олегович (введён в Комитет частью второй Постановления Совета Федерации от 11 октября 2023 года, № 576-СФ)  | Член Комитета                                                                              | Сенатор РФ от исполнительной власти Запорожской области                 |
| 18 |                              | Серёжников Андрей Артурович (введён в Комитет пунктом 1 Постановления СФ от 25 сентября 2024 года, № 391-СФ                 | Член Комитета                                                                              | Сенатор РФ от исполнительной власти Хабаровского края                   |
| 19 |                              | Ше́птий Виктор Анатольевич                                                                                                   | Член Комитета                                                                              | Сенатор РФ от исполнительной власти Свердловской области                |
| 20 |                              | Ярошук Александр Георгиевич                                                                                                 | Член Комитета                                                                              | Сенатор РФ от Законодательного собрания Калининградской области         |

## Вопросы Комитета

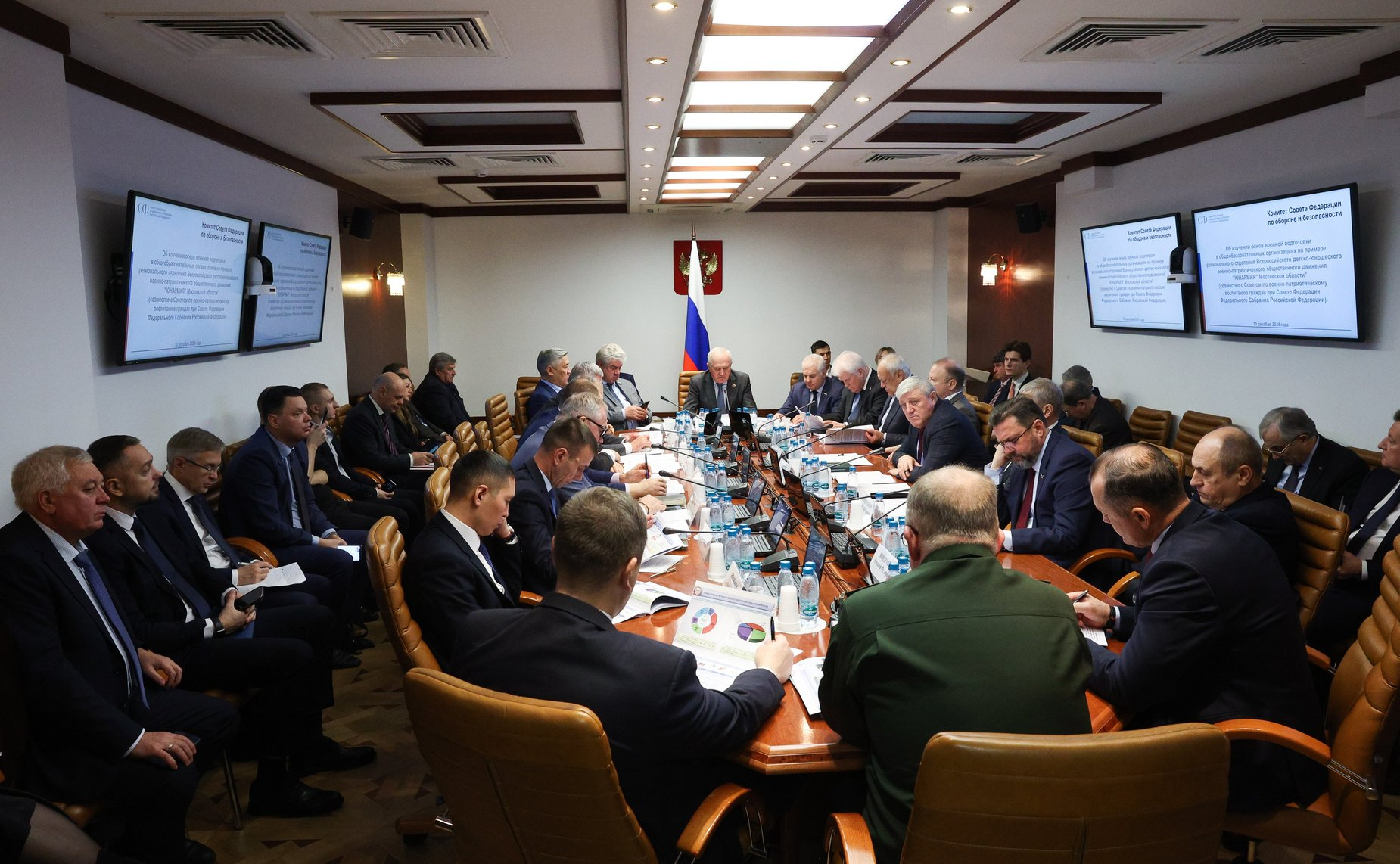
Круглый стол Комитета по обороне и безопасности по вопросам военной подготовки

К вопросам ведения Комитета Совета Федерации относятся:
1. предварительное рассмотрение указа Президента Российской Федерации о введении военного положения;
2. предварительное рассмотрение указа Президента Российской Федерации о введении чрезвычайного положения;
3. предварительное рассмотрение вопроса о возможности использования Вооруженных Сил Российской Федерации за пределами территории Российской Федерации;
4. предварительное обсуждение вопроса о прекращении по представлению Президента Российской Федерации полномочий Председателя Конституционного Суда Российской Федерации, заместителя Председателя Конституционного Суда Российской Федерации и судей Конституционного Суда Российской Федерации, Председателя Верховного Суда Российской Федерации, заместителей Председателя Верховного Суда Российской Федерации и судей Верховного Суда Российской Федерации, председателей, заместителей председателей и судей кассационных судов общей юрисдикции, апелляционных судов общей юрисдикции, военного кассационного суда, военного апелляционного суда, арбитражных судов округов, арбитражных апелляционных судов, Суда по интеллектуальным правам;
5. предварительное обсуждение вопроса о досрочном прекращении по представлению Президента Российской Федерации полномочий Председателя Конституционного Суда Российской Федерации, заместителя Председателя Конституционного Суда Российской Федерации без прекращения его полномочий судьи Конституционного Суда Российской Федерации;
6. предварительное обсуждение представленной Президентом Российской Федерации для проведения консультаций кандидатуры на должность Генерального прокурора Российской Федерации;
7. проведение консультаций по представленным Президентом Российской Федерации кандидатурам на должность заместителей Генерального прокурора Российской Федерации, прокуроров субъектов Российской Федерации, прокуроров военных и других специализированных прокуратур, приравненных к прокурорам субъектов Российской Федерации;
8. предварительное обсуждение и внесение на рассмотрение Совета Федерации представленных Президентом Российской Федерации для проведения консультаций кандидатур на должность руководителей федеральных органов исполнительной власти (включая федеральных министров), ведающих вопросами обороны, безопасности государства, внутренних дел, предотвращения чрезвычайных ситуаций и ликвидации последствий стихийных бедствий, общественной безопасности;
9. предварительное обсуждение представленной Президентом Российской Федерации для проведения консультаций кандидатуры на должность руководителя федерального органа исполнительной власти (федерального министра), ведающего вопросами юстиции;
10. предварительное рассмотрение вопросов внутренней и внешней безопасности Российской Федерации;
11. военное строительство;
12. финансирование военной организации государства и её компонентов, обороны страны и безопасности государства;
13. международное военное и военно-техническое сотрудничество, в том числе ратификация и денонсация соответствующих международных договоров Российской Федерации;
14. обеспечение взаимодействия с Организацией Договора о коллективной безопасности;
15. статус военнослужащих, сотрудников правоохранительных органов и других специальных служб, работников оборонно-промышленного комплекса, таможенных органов, а также их семей;
16. социальное обеспечение военнослужащих;
17. военно-патриотическая и военно-шефская работа;
18. вопросы статуса и защиты государственной границы Российской Федерации, воздушного пространства Российской Федерации, национальных интересов Российской Федерации в территориальном море, на континентальном шельфе, в исключительной экономической зоне Российской Федерации, в Мировом океане;
19. вопросы борьбы с организованной преступностью, терроризмом, экстремизмом, незаконным оборотом оружия и наркотиков;
20. транспортная безопасность, в том числе безопасность дорожного движения;
21. пожарная безопасность;
22. гражданская и территориальная оборона, предупреждение чрезвычайных ситуаций и ликвидация их последствий;
23. военная служба и государственная служба в системе правоохранительных органов Российской Федерации;
24. противодействие незаконной миграции[55].